# فرانسه متروپل

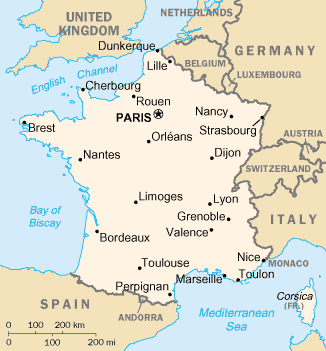
فرانسه متروپل

فرانسه متروپولیتن یا فرانسه متروپل(فرانسوی: France métropolitaine‎) (فرانسوی: France métropolitaine‎ or la Métropole), که به فرانسه اروپایی نیز شناخته می‌شود، بخشی از فرانسه است که در اروپا واقع شده‌است. فرانسه متروپل متشکل از سرزمین اصلی فرانسه و جزیره‌هایی در اقیانوس اطلس، کانال مانش (فرانسوی: la Manche‎)،و مدیترانه، از جمله جزیره کرس است.
ماورابحار فرانسه (la France d'outre-mer) نام دسته جمعی بخشی از فرانسه است که خارج از اروپا قرار دارد: مناطق ماورابحار (départements et régions d'outre-mer یا DROM), قلمروها (territoires d'outre-mer یا TOM), مجموعه فرادریایی (collectivités d'outre-mer or COM), و مجموعه (collectivité sui generis) کالدونیای جدید.
پنج ناحیه‌های فرادریایی —مارتینیک، گوادلوپ، رئونیون، گویان فرانسه، و مایوت—دارای وضعیت سیاسی مشابه ناحیه‌های فرانسه متروپل هستند.